# Tour-de-Faure
Pour les articles homonymes, voir Tour et Faure.
Tour-de-Faure est une commune française, située dans le sud du département du Lot en région Occitanie.
Elle est également dans le causse de Cajarc, le plus petit des quatre causses du Quercy, enserré dans les méandres du Lot et du Célé.
Exposée à un climat océanique altéré, elle est drainée par le Célé, le Lot et par divers autres petits cours d'eau. Incluse dans le parc naturel régional des Causses du Quercy, qui a depuis 2017 le label de géoparc mondial Unesco, la commune possède un patrimoine naturel remarquable : un site Natura 2000 (la « moyenne vallée du Lot inférieure ») et quatre zones naturelles d'intérêt écologique, faunistique et floristique.
Tour-de-Faure est une commune rurale qui compte 320 habitants en 2022.  Elle fait partie de l'aire d'attraction de Cahors. Ses habitants sont appelés les Tourdefaurois ou  Tourdefauroises.

## Géographie
La commune est située dans la vallée du Lot, à 30 km à l'est de Cahors et au cœur du parc naturel régional des Causses du Quercy. Le Lot sert de limite naturelle avec la commune de Saint-Cirq-Lapopie dont elle s'est distinguée en 1902.

### Communes limitrophes
Les communes limitrophes sont  Bouziès, Cabrerets, Crégols, Cénevières, Saint-Cirq-Lapopie, Saint-Martin-Labouval et Sauliac-sur-Célé.
| Cabrerets          | Sauliac-sur-Célé |                                 |
| Bouziès            | Tour-de-Faure    | Saint-Martin-Labouval           |
| Saint-Cirq-Lapopie | Crégols          | Cénevières (par un quadripoint) |

### Climat
Pour des articles plus généraux, voir Climat de l'Occitanie et Climat du Lot.
En 2010, le climat de la commune est de type climat du Bassin du Sud-Ouest, selon une étude s'appuyant sur une série de données couvrant la période 1971-2000. En 2020, Météo-France publie une typologie des climats de la France métropolitaine dans laquelle la commune est exposée à un climat océanique altéré et est dans la région climatique Ouest et nord-ouest du Massif Central, caractérisée par une pluviométrie annuelle de 900 à 1 500 mm, maximale en automne et en hiver.
Pour la période 1971-2000, la température annuelle moyenne est de 12,6 °C, avec une amplitude thermique annuelle de 15,7 °C. Le cumul annuel moyen de précipitations est de 878 mm, avec 10,9 jours de précipitations en janvier et 6,3 jours en juillet. Pour la période 1991-2020, la température moyenne annuelle observée sur la station météorologique la plus proche, située sur la commune du Montat à 22 km à vol d'oiseau, est de 13,3 °C et le cumul annuel moyen de précipitations est de 824,6 mm,. Pour l'avenir, les paramètres climatiques de la commune estimés pour 2050 selon différents scénarios d’émission de gaz à effet de serre sont consultables sur un site dédié publié par Météo-France en novembre 2022.

### Milieux naturels et biodiversité

#### Espaces protégés
La protection réglementaire est le mode d’intervention le plus fort pour préserver des espaces naturels remarquables et leur biodiversité associée,.
La commune fait partie du parc naturel régional des Causses du Quercy, un espace protégé créé en 1999 et d'une superficie de 183 039 ha, qui s'étend sur 102 communes du département du Lot. La cohérence du territoire du Parc s’est fondée sur l’unité géologique d’un même socle de massif karstique, entaillé de profondes vallées. Le périmètre repose sur une unité de paysages autour de la pierre et du bâti (souvent en pierre sèche), de l’empreinte des pelouses sèches et du pastoralisme et de l’omniprésence des patrimoines naturels et culturels,. Ce parc a été classé Géoparc en mai 2017 sous la dénomination « géoparc des causses du Quercy », faisant dès lors partie du réseau mondial des Géoparcs, soutenu par l’UNESCO,.

#### Réseau Natura 2000

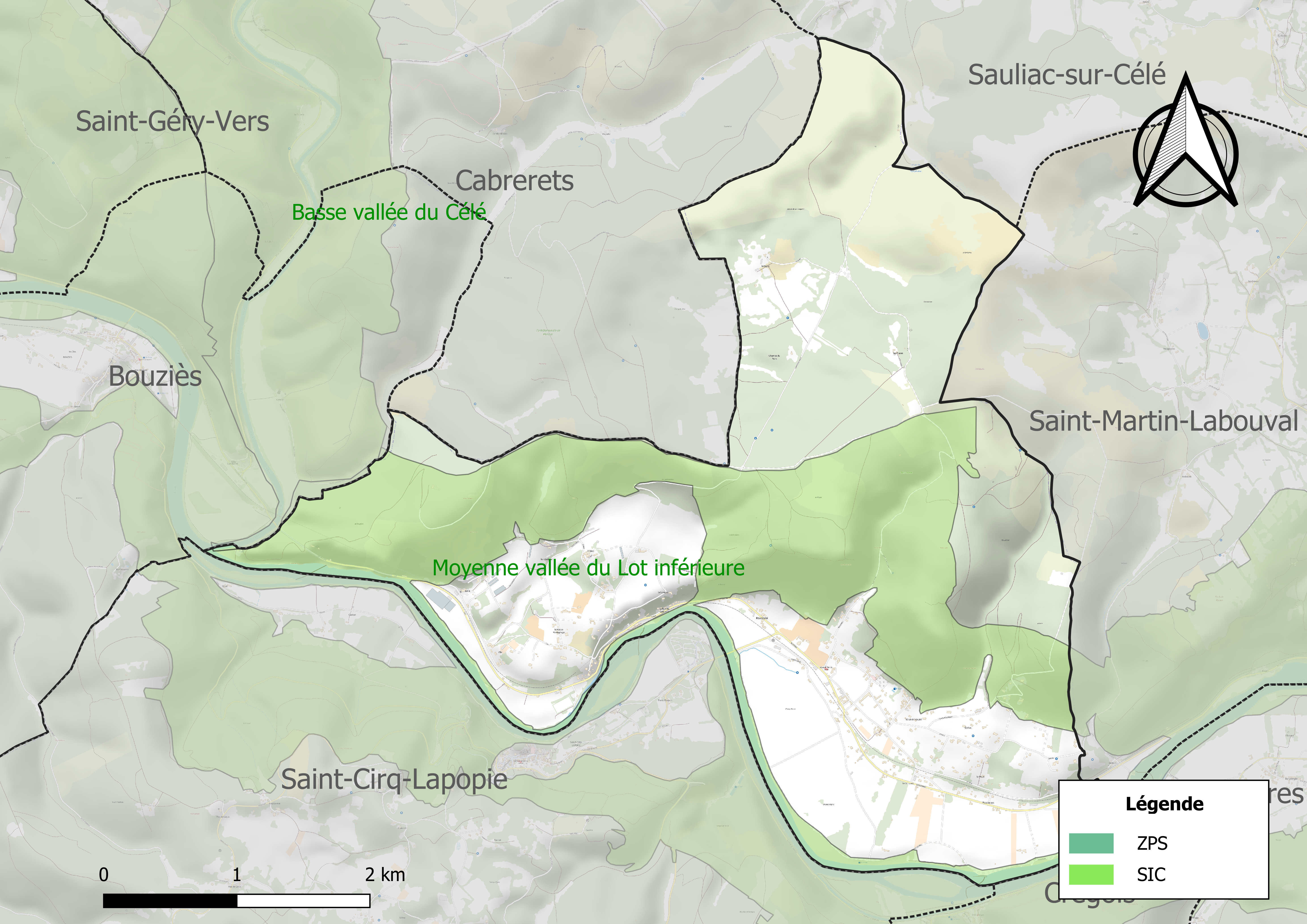
Site Natura 2000 sur le territoire communal.

Le réseau Natura 2000 est un réseau écologique européen de sites naturels d'intérêt écologique élaboré à partir des directives habitats et oiseaux, constitué de zones spéciales de conservation (ZSC) et de zones de protection spéciale (ZPS).
Un site Natura 2000 a été défini sur la commune au titre de la directive habitats : la « moyenne vallée du Lot inférieure », d'une superficie de 2 554 ha, abritant plusieurs espèces d'intérêt communautaire (Lamproie de Planer, Toxostome, Odonates) ainsi que des boisements alluviaux et des prairies humides.

#### Zones naturelles d'intérêt écologique, faunistique et floristique
L’inventaire des zones naturelles d'intérêt écologique, faunistique et floristique (ZNIEFF) a pour objectif de réaliser une couverture des zones les plus intéressantes sur le plan écologique, essentiellement dans la perspective d’améliorer la connaissance du patrimoine naturel national et de fournir aux différents décideurs un outil d’aide à la prise en compte de l’environnement dans l’aménagement du territoire.
Deux ZNIEFF de type 1 sont recensées sur la commune :
le « cours moyen du Lot » (1 543 ha), couvrant 33 communes dont huit dans l'Aveyron et 25 dans le Lot et 
la « rivière Célé » (1 383 ha), couvrant 15 communes du département
et deux ZNIEFF de type 2, : 
- la « basse vallée du Célé » (4 063 ha), couvrant 15 communes du département[22] ;
- la « Moyenne vallée du Lot » (7 893 ha), couvrant 36 communes dont huit dans l'Aveyron et 28 dans le Lot[23].

Cartes des ZNIEFF de type 1 et 2 à Tour-de-Faure.
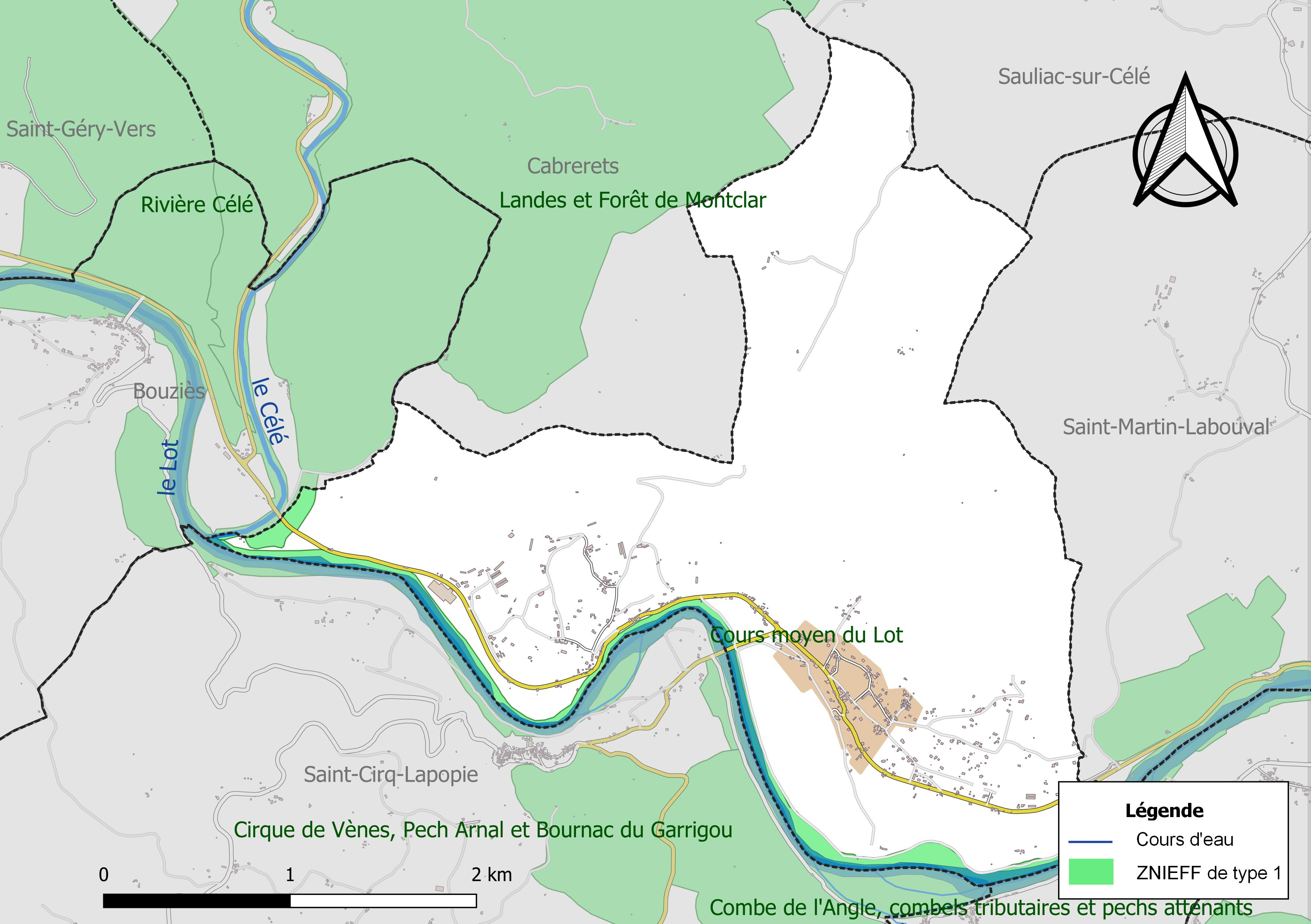
Carte des ZNIEFF de type 1 sur la commune.
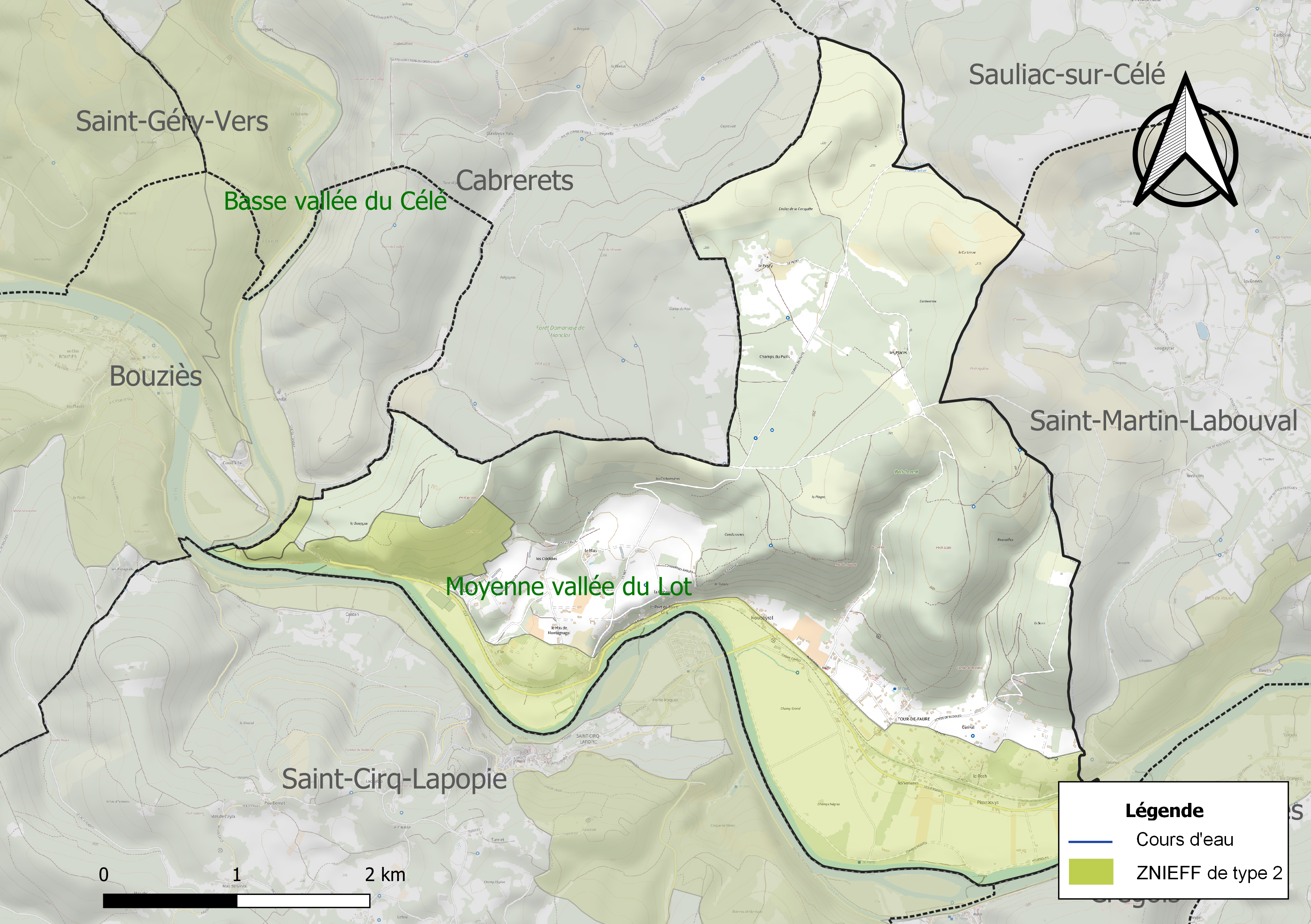
Carte des ZNIEFF de type 2 sur la commune.

#### Le projet de centrale solaire de Tour-de-Faure
Le 17 janvier 2023, un permis de construire a été accordé à TotalEnergies pour déployer à Tour-de-Faure une centrale solaire photovoltaïque de 44 300 panneaux au sol qui s’étendra sur une surface de 19,15 hectares du Parc naturel régional des Causses du Quercy. La centrale produira 23 625 mégawattheures (MWh) d’électricité par an et induira une artificialisation des terres avec la coupe de 7 000 arbres et pose de 3 548 mètres de clôtures selon l'association AELC qui s'oppose au projet.

## Urbanisme

### Typologie
Au 1er janvier 2024, Tour-de-Faure est catégorisée commune rurale à habitat dispersé, selon la nouvelle grille communale de densité à sept niveaux définie par l'Insee en 2022.
Elle est située hors unité urbaine. Par ailleurs la commune fait partie de l'aire d'attraction de Cahors, dont elle est une commune de la couronne,. Cette aire, qui regroupe 78 communes, est catégorisée dans les aires de 50 000 à moins de 200 000 habitants,.

### Occupation des sols
L'occupation des sols de la commune, telle qu'elle ressort de la base de données européenne d’occupation biophysique des sols Corine Land Cover (CLC), est marquée par l'importance des forêts et milieux semi-naturels (65,6 % en 2018), une proportion identique à celle de 1990 (65,6 %). La répartition détaillée en 2018 est la suivante : 
forêts (43,1 %), milieux à végétation arbustive et/ou herbacée (22,5 %), zones agricoles hétérogènes (13,2 %), terres arables (12,3 %), eaux continentales (5,6 %), zones urbanisées (3,3 %). L'évolution de l’occupation des sols de la commune et de ses infrastructures peut être observée sur les différentes représentations cartographiques du territoire : la carte de Cassini (XVIIIe siècle), la carte d'état-major (1820-1866) et les cartes ou photos aériennes de l'IGN pour la période actuelle (1950 à aujourd'hui).

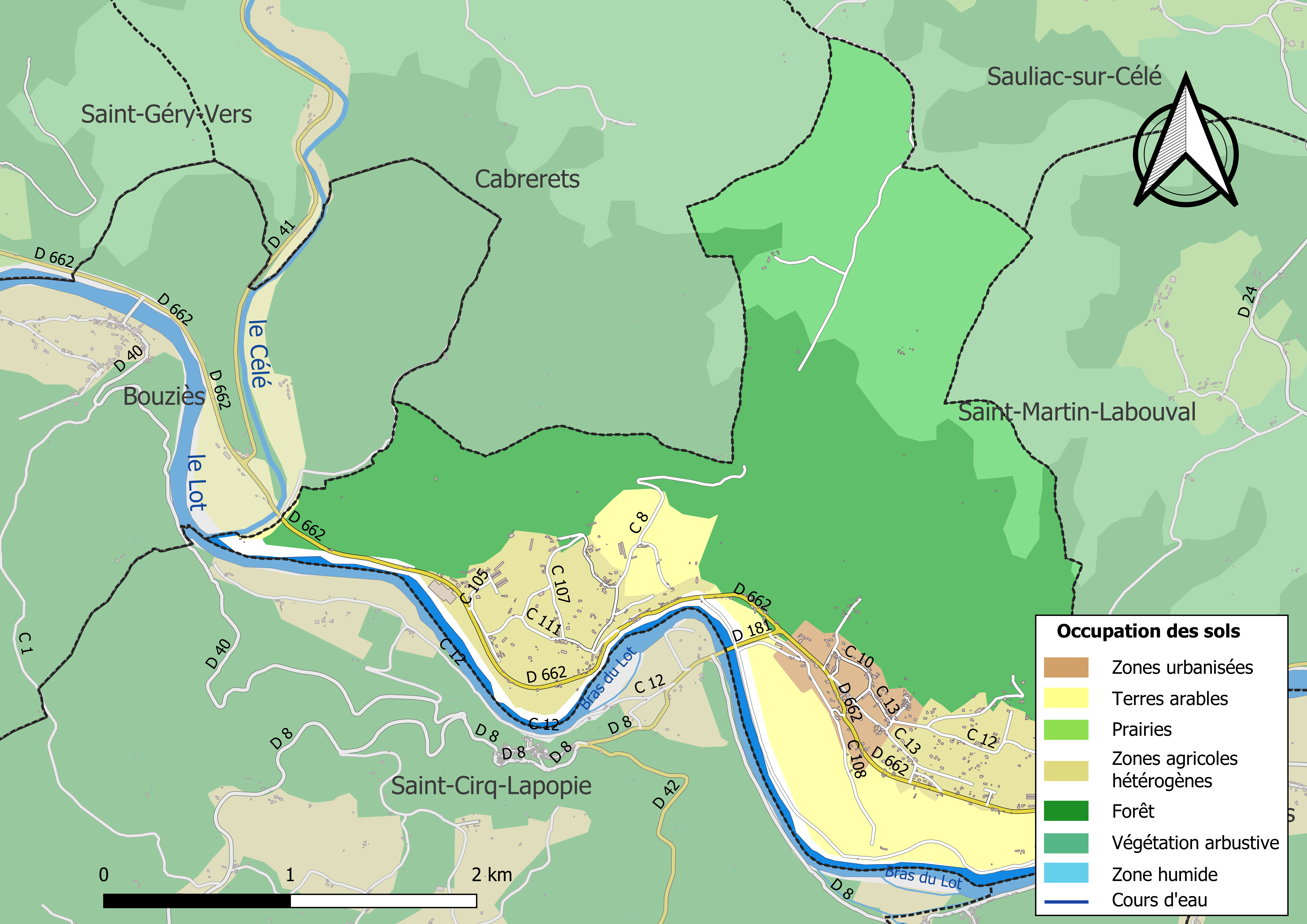
Carte des infrastructures et de l'occupation des sols de la commune en 2018 (CLC).

### Risques majeurs
Le territoire de la commune de Tour-de-Faure est vulnérable à différents aléas naturels : météorologiques (tempête, orage, neige, grand froid, canicule ou sécheresse), inondations, feux de forêts, mouvements de terrains et séisme (sismicité très faible). Il est également exposé à un risque technologique, la rupture d'un barrage. Un site publié par le BRGM permet d'évaluer simplement et rapidement les risques d'un bien localisé soit par son adresse soit par le numéro de sa parcelle.

#### Risques naturels
Certaines parties du territoire communal sont susceptibles d’être affectées par le risque d’inondation par débordement de cours d'eau, notamment le Lot et le Célé. La cartographie des zones inondables en ex-Midi-Pyrénées réalisée dans le cadre du XIe Contrat de plan État-région, visant à informer les citoyens et les décideurs sur le risque d’inondation, est accessible sur le site de la DREAL Occitanie. La commune a été reconnue en état de catastrophe naturelle au titre des dommages causés par les inondations et coulées de boue survenues en 1982, 1999, 2003 et 2021,.
Tour-de-Faure est exposée au risque de feu de forêt du fait de la présence sur son territoire du massif de la Moyenne vallée du Lot. Un plan départemental de protection des forêts contre les incendies a été approuvé par arrêté préfectoral le 30 novembre 2015 pour la période 2015-2025. Les propriétaires doivent ainsi couper les broussailles, les arbustes et les branches basses sur une profondeur de 50 mètres, aux abords des constructions, chantiers, travaux et installations de toute nature, situées à moins de 200 mètres de terrains en nature
de bois, forêts, plantations, reboisements, landes ou friches. Le brûlage des déchets issus de l’entretien des parcs et jardins des ménages et des collectivités est interdit. L’écobuage est également interdit, ainsi que les feux de type méchouis et barbecues, à l’exception de ceux prévus dans des installations fixes (non situées sous couvert d'arbres) constituant une dépendance d'habitation.

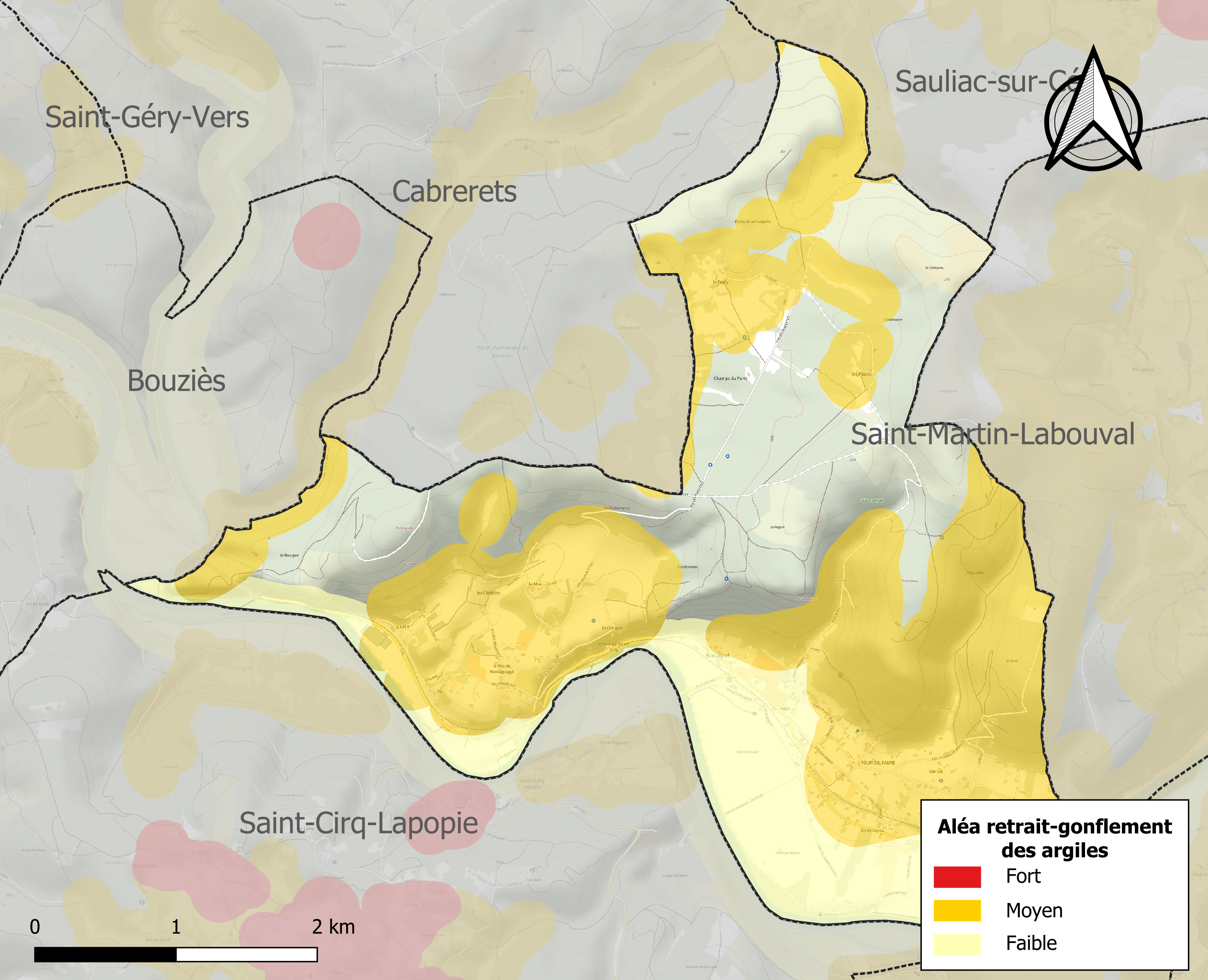
Carte des zones d'aléa retrait-gonflement des sols argileux de Tour-de-Faure.

Les mouvements de terrains susceptibles de se produire sur la commune sont des affaissements et effondrements liés aux cavités souterraines (hors mines), des éboulements, chutes de pierres et de blocs et des tassements différentiels. Par ailleurs, afin de mieux appréhender le risque d’affaissement de terrain, l'inventaire national des cavités souterraines permet de localiser celles situées sur la commune.
Le retrait-gonflement des sols argileux est susceptible d'engendrer des dommages importants aux bâtiments en cas d’alternance de périodes de sécheresse et de pluie. 49,2 % de la superficie communale est en aléa moyen ou fort (67,7 % au niveau départemental et 48,5 % au niveau national). Sur les 260 bâtiments dénombrés sur la commune en 2019, 191 sont en aléa moyen ou fort, soit 73 %, à comparer aux 72 % au niveau départemental et 54 % au niveau national. Une cartographie de l'exposition du territoire national au retrait gonflement des sols argileux est disponible sur le site du BRGM,.
Par ailleurs, afin de mieux appréhender le risque d’affaissement de terrain, l'inventaire national des cavités souterraines permet de localiser celles situées sur la commune.
Concernant les mouvements de terrains, la commune a été reconnue en état de catastrophe naturelle au titre des dommages causés par des mouvements de terrain en 1999 et par des éboulements et/ou chutes de blocs en 1994.

#### Risques technologiques
La commune est en outre située en aval des barrages de Grandval et de Sarrans, des ouvrages de classe A disposant d'une retenue de respectivement 270,6 millions et 296 millions de mètres cubes,. À ce titre elle est susceptible d’être touchée par l’onde de submersion consécutive à la rupture d'un de ces ouvrages.

## Toponymie
Le toponyme Tour-de-Faure est basé sur le nom d'une famille de chevaliers.
Cette commune s'appelait autrefois Montanhac, toponyme basé sur un anthroponyme Montanius. La terminaison -ac est issue du suffixe gaulois -acon (lui-même du celtique commun *-āko-), souvent latinisé en -acum dans les textes. C'était le domaine de Montanius.
Tour-de-Faure dépendait d'une paroisse nommée Saint-Etienne-de-Montagnac.

## Histoire
Une pierre gravée, trouvée en 1858 dans un sarcophage en grès, indiquerait qu'une église devait se trouver à l'emplacement de Tour-de-Faure dans les premiers temps du christianisme.
Avant 1444, Tour-de-Faure dépendait de la paroisse nommée Saint-Etienne-de-Montagnac comme le montrent les actes issus des monographies du chanoine Edmond Albe :
- En 1145, dame Lucie, femme d'Izarn de Luzech et fille d'Odolric vicomte de Saint-Cirq, fit don de ses terres de Montagnac (Montanag.) au monastère de Marcilhac afin d'y finir ses jours ;
- En 1280, il fut fait mention de cette paroisse dans un acte entre Me Galhard Tardieu, recteur de Saint-Cirq et de Saint Étienne de Montagnac, et  les consuls de Saint-Cirq au sujet des droits curiaux ;
- En 1311, la Vayssière, paroisse de Montagnac ;
- En 1444, le village de la tour de Faure est mentionné ainsi que la terre de l'église de Montagnac ;
- En 1666, Messire Jean de Roaldès, avocat en parlement, rend hommage au marquis de Montsalès pour le repaire de la tour de Faure en la paroisse de Montagnac.

Cette paroisse était une annexe de Saint-Cirq-Lapopie, desservie par un vicaire.

## Politique et administration
| Période                                  | Période  | Identité               | Étiquette | Qualité     |
| ---------------------------------------- | -------- | ---------------------- | --------- | ----------- |
| 1974                                     | 1985     | Louis Pradel           |           | Agriculteur |
| 1985                                     | 2008     | Jacques Célarié        |           | Ouvrier     |
| 2008                                     | 2020     | Jean Jacques Pechberty | SE        | Agriculteur |
| 2020                                     | En cours | Patrick Teyssèdre      |           |             |
| Les données manquantes sont à compléter. |          |                        |           |             |

## Démographie
| 1906 | 1911 | 1921 | 1926 | 1931 | 1936 | 1946 | 1954 | 1962 |
| ---- | ---- | ---- | ---- | ---- | ---- | ---- | ---- | ---- |
| 504  | 507  | 434  | 419  | 364  | 371  | 338  | 312  | 312  |

| 1968 | 1975 | 1982 | 1990 | 1999 | 2004 | 2006 | 2009 | 2014 |
| ---- | ---- | ---- | ---- | ---- | ---- | ---- | ---- | ---- |
| 331  | 288  | 307  | 296  | 350  | 353  | 365  | 387  | 334  |

| 2019 | 2022 | - | - | - | - | - | - | - |
| ---- | ---- | - | - | - | - | - | - | - |
| 317  | 320  | - | - | - | - | - | - | - |

## Économie

### Revenus
En 2018, la commune compte 144 ménages fiscaux, regroupant 316 personnes. La médiane du revenu disponible par unité de consommation est de 19 720 € (20 740 € dans le département).

### Emploi
|                | 2008  | 2013   | 2018   |
| -------------- | ----- | ------ | ------ |
| Commune        | 6,3 % | 10,1 % | 10,5 % |
| Département    | 7,3 % | 8,9 %  | 9,6 %  |
| France entière | 8,3 % | 10 %   | 10 %   |

En 2018, la population âgée de 15 à 64 ans s'élève à 173 personnes, parmi lesquelles on compte 76 % d'actifs (65,5 % ayant un emploi et 10,5 % de chômeurs) et 24 % d'inactifs,. En  2018, le taux de chômage communal (au sens du recensement) des 15-64 ans est supérieur à celui du département et de la France, alors qu'en 2008 la situation était inverse.
La commune fait partie de la couronne de l'aire d'attraction de Cahors, du fait qu'au moins 15 % des actifs travaillent dans le pôle,. Elle compte 70 emplois en 2018, contre 78 en 2013 et 83 en 2008. Le nombre d'actifs ayant un emploi résidant dans la commune est de 117, soit un indicateur de concentration d'emploi de 59,5 % et un taux d'activité parmi les 15 ans ou plus de 47,3 %.
Sur ces 117 actifs de 15 ans ou plus ayant un emploi, 44 travaillent dans la commune, soit 38 % des habitants. Pour se rendre au travail, 77,6 % des habitants utilisent un véhicule personnel ou de fonction à quatre roues, 2,6 % les transports en commun, 9,5 % s'y rendent en deux-roues, à vélo ou à pied et 10,3 % n'ont pas besoin de transport (travail au domicile).

### Activités hors agriculture

#### Secteurs d'activités
39 établissements sont implantés  à Tour-de-Faure au 31 décembre 2019. Le tableau ci-dessous en détaille le nombre par secteur d'activité et compare les ratios avec ceux du département,.
| Secteur d'activité                                                                                        | Commune | Commune | Département |
| Secteur d'activité                                                                                        | Nombre  | %       | %           |
| --- | ------- | ------- | ----------- |
| Ensemble                                                                                                  | 39      |         |             |
| Industrie manufacturière, industries extractives et autres                                                | 2       | 5,1 %   | (14 %)      |
| Construction                                                                                              | 7       | 17,9 %  | (13,9 %)    |
| Commerce de gros et de détail, transports, hébergement et restauration                                    | 14      | 35,9 %  | (29,9 %)    |
| Activités financières et d'assurance                                                                      | 1       | 2,6 %   | (2,8 %)     |
| Activités immobilières                                                                                    | 5       | 12,8 %  | (3,5 %)     |
| Activités spécialisées, scientifiques et techniques et activités de services administratifs et de soutien | 8       | 20,5 %  | (13,5 %)    |
| Autres activités de services                                                                              | 2       | 5,1 %   | (8,7 %)     |

Le secteur du commerce de gros et de détail, des transports, de l'hébergement et de la restauration est prépondérant sur la commune puisqu'il représente 35,9 % du nombre total d'établissements de la commune (14 sur les 39 entreprises implantées  à Tour-de-Faure), contre 29,9 % au niveau départemental.

#### Entreprises et commerces
Les quatre entreprises ayant leur siège social sur le territoire communal qui génèrent le plus de chiffre d'affaires en 2020 sont : 
- Mario.r., travaux de maçonnerie générale et gros œuvre de bâtiment (47 k€)
- Lattes Et Liauzun, location et location-bail de machines et équipements pour la construction (36 k€)
- La Terrasse Du Lot, location de terrains et d'autres biens immobiliers (22 k€)
- Boucher Finance, activités des sociétés holding (0 k€)

### Agriculture
|               | 1988 | 2000 | 2010 | 2020 |
| ------------- | ---- | ---- | ---- | ---- |
| Exploitations | 23   | 17   | 9    | 7    |
| SAU (ha)      | 161  | 162  | 144  | 754  |

La commune est dans la vallée du Lot », une petite région agricole s'étendant d'est en ouest et de part et d'autre du cours du Lot, particulièrement réputée pour ses vignes, celles du vignoble de Cahors plus précisément. En 2020, l'orientation technico-économique de l'agriculture  sur la commune est la culture de fleurs et/ou horticulture diverse. Sept exploitations agricoles ayant leur siège dans la commune sont dénombrées lors du recensement agricole de 2020 (23 en 1988). La superficie agricole utilisée est de 754 ha,,.

## Culture locale et patrimoine

### Lieux et monuments
- Tour de Faure : tour du XIIIe siècle construite sur quatre étages, fief des Faure aux XVe et XVIe siècles qui lui laissèrent leur nom, puis du marquis de Montsalès Galiot de Crussol qui la céda en 1625 à de Jean de Roaldès, avocat en parlement. Aujourd'hui propriété privée, il n'est pas possible de la visiter[51].
- Église Saint-Étienne de Montagnac : église romane du XIIIe siècle modifiée au XIXe, notamment par l'ajout d'un clocher[52].
- Dolmen de Peyry-Carbonnières : dolmen de taille moyenne avec une chambre sépulcrale de 3 mètres sur 1 mètre.
- Maison forte des Montanhagol : datée a priori du XVe siècle, elle surplombe le Lot et les falaises au-dessus du lieu-dit Le Port. C'est aujourd'hui une propriété privée qui ne se visite pas.
- Écluse de Crégols : nommée d'après la commune qui se trouve sur l'autre rive du Lot[53].

### Personnalités liées à la commune
- Henri Redon.(1899-1974), professeur et chirurgien.

#### Site de l'Insee
1. ↑  « La grille communale de densité », sur le site de l'Insee, 28 mai 2024 (consulté le 28 juin 2024).
2. 1 2  Insee, « Métadonnées de la commune de Tour-de-Faure ».
3. ↑  « Liste des communes composant l'aire d'attraction de Cahors », sur le site de l'Insee (consulté le 28 juin 2024).
4. ↑  Marie-Pierre de Bellefon, Pascal Eusebio, Jocelyn Forest, Olivier Pégaz-Blanc et Raymond Warnod (Insee), « En France, neuf personnes sur dix vivent dans l’aire d’attraction d’une ville », sur le site de l'Insee, 21 octobre 2020 (consulté le 28 juin 2024).
5. ↑  « REV T1 - Ménages fiscaux de l'année 2018 à Tour-de-Faure » (consulté le 5 février 2022).
6. ↑  « REV T1 - Ménages fiscaux de l'année 2018 dans le Lot » (consulté le 5 février 2022).
7. 1 2  « Emp T1 - Population de 15 à 64 ans par type d'activité en 2018 à Tour-de-Faure » (consulté le 5 février 2022).
8. ↑  « Emp T1 - Population de 15 à 64 ans par type d'activité en 2018 dans le Lot » (consulté le 5 février 2022).
9. ↑  « Emp T1 - Population de 15 à 64 ans par type d'activité en 2018 dans la France entière » (consulté le 5 février 2022).
10. ↑  « Base des aires d'attraction des villes 2020 », sur site de l'Insee (consulté le 10 avril 2021).
11. ↑  « Emp T5 - Emploi et activité en 2018 à Tour-de-Faure » (consulté le 5 février 2022).
12. ↑  « ACT T4 - Lieu de travail des actifs de 15 ans ou plus ayant un emploi qui résident dans la commune en 2018 » (consulté le 5 février 2022).
13. ↑  « ACT G2 - Part des moyens de transport utilisés pour se rendre au travail en 2018 » (consulté le 5 février 2022).
14. ↑  « DEN T5 - Nombre d'établissements par secteur d'activité au 31 décembre 2019 à Tour-de-Faure » (consulté le 15 février 2022).
15. ↑  « DEN T5 - Nombre d'établissements par secteur d'activité au 31 décembre 2019 dans le Lot » (consulté le 15 février 2022).

#### Autres sources
1. ↑  « Un siècle.. une histoire », sur ladepeche.fr (consulté le 29 décembre 2018).
2. ↑  Carte IGN sous Géoportail
3. 1 2  Daniel Joly, Thierry Brossard, Hervé Cardot, Jean Cavailhes, Mohamed Hilal et Pierre Wavresky, « Les types de climats en France, une construction spatiale », Cybergéo, revue européenne de géographie - European Journal of Geography, no 501,‎ 18 juin 2010 (DOI 10.4000/cybergeo.23155, lire en ligne, consulté le 14 novembre 2023)
4. ↑  « Zonages climatiques en France métropolitaine. », sur pluiesextremes.meteo.fr (consulté le 14 novembre 2023).
5. ↑  « Orthodromie entre Tour-de-Faure et Le Montat », sur fr.distance.to (consulté le 14 novembre 2023).
6. ↑  « Station Météo-France « Le Montat » (commune du Le Montat) - fiche climatologique - période 1991-2020 », sur donneespubliques.meteofrance.fr (consulté le 14 novembre 2023).
7. ↑  « Station Météo-France « Le Montat » (commune du Le Montat) - fiche de métadonnées. », sur donneespubliques.meteofrance.fr (consulté le 14 novembre 2023).
8. ↑  « Climadiag Commune : diagnostiquez les enjeux climatiques de votre collectivité. », sur meteofrance.fr, novembre 2022 (consulté le 14 novembre 2023).
9. ↑  « Les espaces protégés. », sur le site de l'INPN (consulté le 10 mai 2022).
10. ↑  « Liste des espaces protégés sur la commune », sur le site de l'inventaire national du patrimoine naturel (consulté le 2 septembre 2021).
11. ↑  « Le parc naturel régional des Causses du Quercy – charte 2012-2024 »(Archive.org • Wikiwix • Archive.is • Google • Que faire ?), sur parc-causses-du-quercy.fr (consulté le 8 mai 2021).
12. ↑  [PDF]« Le parc naturel régional des Causses du Quercy – charte 2012-2024 - le rapport »(Archive.org • Wikiwix • Archive.is • Google • Que faire ?), sur parc-causses-du-quercy.fr (consulté le 8 mai 2021).
13. ↑  « - fiche descriptive », sur le site de l'inventaire national du patrimoine naturel (consulté le 1er septembre 2021).
14. ↑  « le géoparc des Causses du Quercy »(Archive.org • Wikiwix • Archive.is • Google • Que faire ?), sur le site des Géoparks de l'Unesco (consulté le 26 août 2021).
15. ↑  « Géoparc des Causses du Quercy - fiche descriptive », sur le site de l'inventaire national du patrimoine naturel (consulté le 1er septembre 2021).
16. ↑  Réseau européen Natura 2000, Ministère de la transition écologique et solidaire
17. ↑  « Liste des zones Natura 2000 de la commune de Tour-de-Faure », sur le site de l'Inventaire national du patrimoine naturel (consulté le 2 septembre 2021).
18. ↑  « site Natura 2000 FR7300912 - fiche descriptive », sur le site de l'inventaire national du patrimoine naturel (consulté le 2 septembre 2021).
19. 1 2  « Liste des ZNIEFF de la commune de Tour-de-Faure », sur le site de l'Inventaire national du patrimoine naturel (consulté le 2 septembre 2021).
20. ↑  « ZNIEFF le « cours moyen du Lot » - fiche descriptive », sur le site de l'inventaire national du patrimoine naturel (consulté le 2 septembre 2021).
21. ↑  « ZNIEFF la « rivière Célé » - fiche descriptive », sur le site de l'inventaire national du patrimoine naturel (consulté le 2 septembre 2021).
22. ↑  « ZNIEFF la « basse vallée du Célé » - fiche descriptive », sur le site de l'inventaire national du patrimoine naturel (consulté le 2 septembre 2021).
23. ↑  « ZNIEFF la « Moyenne vallée du Lot » - fiche descriptive », sur le site de l'inventaire national du patrimoine naturel (consulté le 2 septembre 2021).
24. ↑  Mireille Larrède, Préfète du Lot (46), « Arrêté accordant un permis de construire au nom de l'État »(Archive.org • Wikiwix • Archive.is • Google • Que faire ?) [PDF], sur lot.gouv.fr, 17 janvier 2023 (consulté le 13 avril 2023).
25. ↑  « Documentation sur le projet de centrale photovoltaïque de Tour de Faure », sur Association Environnementale Lot-Célé (consulté le 13 avril 2023).
26. ↑  « CORINE Land Cover (CLC) - Répartition des superficies en 15 postes d'occupation des sols (métropole). », sur le site des données et études statistiques du ministère de la Transition écologique. (consulté le 14 avril 2021).
27. 1 2 3  « Les risques près de chez moi - commune de Tour-de-Faure », sur Géorisques (consulté le 17 octobre 2022).
28. ↑  BRGM, « Évaluez simplement et rapidement les risques de votre bien », sur Géorisques (consulté le 13 septembre 2022).
29. ↑  DREAL Occitanie, « CIZI », sur occitanie.developpement-durable.gouv.fr (consulté le 13 septembre 2022).
30. ↑  « Dossier départemental des risques majeurs dans le Lot »(Archive.org • Wikiwix • Archive.is • Google • Que faire ?), sur lot.gouv.fr (consulté le 13 septembre 2022), partie 1 -  chapitre Risque inondation.
31. ↑  « Dossier départemental des risques majeurs dans le Lot »(Archive.org • Wikiwix • Archive.is • Google • Que faire ?), sur lot.gouv.fr (consulté le 13 septembre 2022).
32. ↑  « Dossier départemental des risques majeurs dans le Lot »(Archive.org • Wikiwix • Archive.is • Google • Que faire ?), sur lot.gouv.fr (consulté le 13 septembre 2022), chapitre Mouvements de terrain.
33. 1 2  « Liste des cavités souterraines localisées sur la commune de Tour-de-Faure », sur georisques.gouv.fr (consulté le 13 septembre 2022).
34. ↑  « Retrait-gonflement des argiles », sur le site de l'observatoire national des risques naturels (consulté le 13 septembre 2022).
35. ↑  Article R214-112 du code de l’environnement
36. ↑  « barrage de Grandval », sur barrages-cfbr.eu (consulté le 13 septembre 2022).
37. ↑  « barrage de Sarrans », sur barrages-cfbr.eu (consulté le 13 septembre 2022).
38. ↑  « Dossier départemental des risques majeurs dans le Lot »(Archive.org • Wikiwix • Archive.is • Google • Que faire ?), sur lot.gouv.fr (consulté le 13 septembre 2022), chapitre Risque rupture de barrage.
39. ↑  Gaston Bazalgues, « Les noms des communes du Parc », Les cahiers scientifiques du Parc naturel régional des Causses du Quercy, vol. 1,‎ 2014, p. 117 (lire en ligne)
40. ↑  Gaston Bazalgues, À la découverte des noms de lieux du Quercy : Toponymie lotoise, Gourdon, Éditions de la Bouriane et du Quercy, juin 2002, 127 p. (ISBN 2-910540-16-2), p. 125.
41. 1 2 3 4  « Tour de Faure : Les monographies de Albe »(Archive.org • Wikiwix • Archive.is • Google • Que faire ?), sur quercy.net (consulté le 17 février 2015).
42. ↑  « Tour-de-Faure. Patrick Teyssèdre élu nouveau maire », sur ladepeche.fr, 28 mai 2020 (consulté le 24 mai 2023).
43. ↑  L'organisation du recensement, sur insee.fr.
44. ↑  Calendrier départemental des recensements, sur insee.fr.
45. ↑  Des villages de Cassini aux communes d'aujourd'hui sur le site de l'École des hautes études en sciences sociales.
46. ↑  Fiches Insee - Populations de référence de la commune pour les années 2006, 2007, 2008, 2009, 2010, 2011, 2012, 2013, 2014, 2015, 2016, 2017, 2018, 2019, 2020, 2021 et 2022.
47. ↑  « Entreprises à Tour-de-Faure », sur entreprises.lefigaro.fr (consulté le 15 février 2022).
48. ↑  « Les régions agricoles (RA), petites régions agricoles(PRA) - Année de référence : 2017 », sur agreste.agriculture.gouv.fr (consulté le 15 février 2022).
49. ↑  Présentation des premiers résultats du recensement agricole 2020, Ministère de l’agriculture et de l’alimentation, 10 décembre 2021
50. ↑  « Fiche de recensement agricole - Exploitations ayant leur siège dans la commune de Tour-de-Faure - Données générales », sur recensement-agricole.agriculture.gouv.fr (consulté le 15 février 2022).
51. ↑  « Recherche: base de données - tour - Tour-de-Faure - Lot : patrimoines.laregion.fr »(Archive.org • Wikiwix • Archive.is • Google • Que faire ?), sur patrimoines.laregion.fr (consulté le 31 décembre 2018).
52. ↑  « Recherche: base de données - église paroissiale Saint-Etienne de Montagnac - Tour-de-Faure - Lot : patrimoines.laregion.fr »(Archive.org • Wikiwix • Archive.is • Google • Que faire ?), sur patrimoines.laregion.fr (consulté le 31 décembre 2018).
53. ↑  Yann LESELLIER, « Tour-de-Faure. L’écluse de Crégols », sur lot-46, 22 janvier 2017 (consulté le 31 décembre 2018).